# Wade Black
Wade Black é um vocalista Norte Americano. Já integrou as bandas Lucian Blaque (1991-1995), Seven Witches (2000-2002), Leash Law (2004) , Leatherwolf (2006) e Crimson Glory (1999-2000).

## Discografia

### Crimson Glory
- 1999 - Astronomica
- 2000 - War Of The Worlds EP

### Seven Witches
- 2000 - City Of Lost Souls
- 2002 - Xiled To Infinity And One